# روبرتو بیزاکو
روبرتو بیزاکو (ایتالیایی: Roberto Bisacco؛ زادهٔ ۱ مارس ۱۹۳۸) بازیگر اهل ایتالیا است.
از فیلم‌هایی که وی در آن نقش داشته‌است، می‌توان به کمیل ۲۰۰۰، یک کارآگاه، قفسی برای دیوانگان ۲، رومئو و ژولیت، هدیه نیکلاس، تنه، سازمان مخفی آسیزی، انتقامجویی از آینده و همینی‌ام که هستم اشاره کرد.